# Stockschleuder

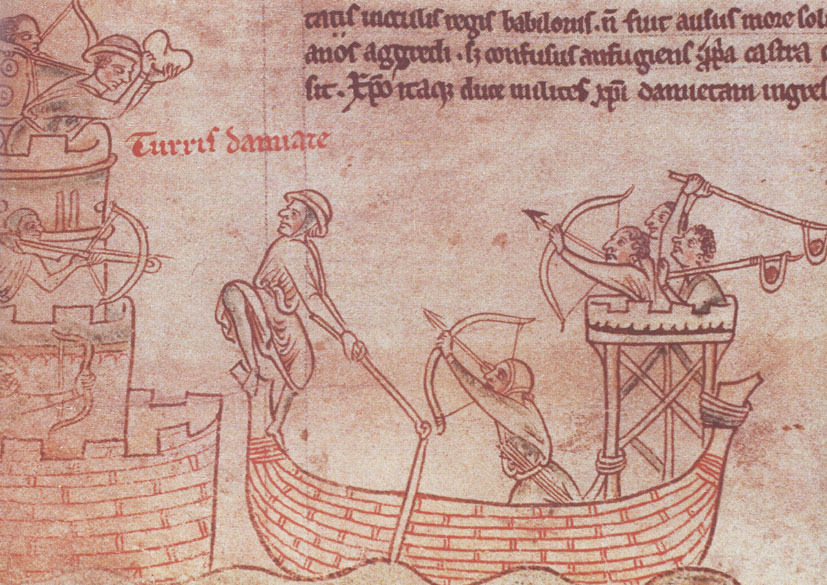
Mittelalterliche Stabschleuderer

Eine Stockschleuder (lat. fustibalus) oder Stabschleuder ist eine Wurfwaffe.

## Beschreibung
Die Stockschleuder bestand aus einem etwa 1,25 Meter langen Stock mit einer Schleuder an dem einen Ende. Diese wurde mit einem Lederriemen mit der Hand festgehalten und erst beim Schleudern des Geschosses losgelassen, wodurch die Stockschleuder eine größere Reichweite und Durchschlagskraft als die Funda besaß. Mit der Stockschleuder konnten Steine oder Wurfpfeile mit einem Gewicht von etwa 400 Gramm über 200 Meter geworfen werden.

## Geschichte
Die Stockschleuder, auf Lateinisch Fustibalus, kam während der Römischen Kaiserzeit auf. Soldaten, die mit der Stockschleuder ausgerüstet waren, hießen fustibalator (Stockschleuderwerfer). Diese Waffe wurde in Europa über die Spätantike bis in das Mittelalter verwendet. Beispiele für Stockschleudern finden sich in spätmittelalterlichen Handschriften wie Konrad Kyesers Bellifortis oder kriegstechnischen Handschriften anderer Autoren.